# Vonz
Vonz ist ein Gemeindeteil der Kreisstadt Kronach im Landkreis Kronach (Oberfranken, Bayern).

## Geographie
Die Einöde liegt am Fuße der bewaldeten Anhöhe Kammberg (469 m ü. NHN, 0,5 km südlich) an dem Birkacher Graben, einem linken Zufluss der Haßlach. Ein Anliegerweg führt 70 Meter südwestlich zur Kreisstraße KC 25, die nach Gundelsdorf zur B 85 (1,7 km westlich) bzw. nach Friesen zur Staatsstraße 2200 (2,1 km südöstlich) verläuft.

## Geschichte
Am 19. Mai 1632, während des Dreißigjährigen Krieges, wurde Vonz von (protestantischen) „Culmachischen Völkern“ abgebrannt.
Gegen Ende des 18. Jahrhunderts bestand Vonz aus 2 Anwesen. Das Hochgericht übte das bambergische Centamt Kronach aus. Grundherr der beiden Sölden war die Stadt Kronach.
Mit dem Gemeindeedikt wurde Vonz dem 1808 gebildeten Steuerdistrikt Reitsch und der 1818 gebildeten Ruralgemeinde Glosberg zugewiesen. Am 1. Mai 1978 wurde Vonz im Zuge der Gebietsreform in Bayern in Kronach eingegliedert.

### Einwohnerentwicklung
| Jahr      | 001818 | 001861 | 001871 | 001885 | 001900 | 001925 | 001950 | 001961 | 001970 | 001987 |
| Einwohner | 22     | 16     | 20     | 13     | 17     | 8      | 7      | 5      | 5      | 4      |
| Häuser    | 3      |        |        | 2      | 3      | 1      | 1      | 1      |        | 1      |
| Quelle    | [ 6 ]  | [ 8 ]  | [ 9 ]  | [ 10 ] | [ 11 ] | [ 12 ] | [ 13 ] | [ 14 ] | [ 15 ] | [ 1 ]  |

## Religion
Der Ort ist römisch-katholisch geprägt und war ursprünglich nach St. Johannes der Täufer (Kronach) gepfarrt, seit dem 19. Jahrhundert ist die Pfarrei Mariä Geburt (Glosberg) zuständig.